# Stanišinci
Stanišinci (en serbe cyrillique : Станишинци) est un village de Serbie situé dans la municipalité de Vrnjačka Banja, district de Raška. Au recensement de 2011, il comptait 241 habitants.

## Démographie

### Évolution historique de la population
| 1948 | 1953 | 1961 | 1971 | 1981 | 1991 | 2002 | 2011 |
| ---- | ---- | ---- | ---- | ---- | ---- | ---- | ---- |
| 934  | 935  | 922  | 772  | 665  | 473  | 391  | 241  |

|  |